# Thế giới ảo
Thế giới ảo là một môi trường giả lập trên máy tính , có thể được nhiều người dùng có thể tạo ra một hình đại diện cá nhân, đồng thời và độc lập khám phá thế giới ảo, tham gia vào các hoạt động của nó và giao tiếp với những người khác. Những hình đại diện cá nhân này có thể là văn bản, hai hoặc nhiều biểu diễn đồ họa, hoặc hình đại diện video trực tiếp với cảm giác thính giác và cảm ứng xúc giác. Nhìn chung, thế giới ảo cho phép nhiều người dùng nhưng các trò chơi máy tính một người chơi, chẳng hạn như Skyrim, cũng có thể được coi là một loại thế giới ảo.
Người dùng truy cập vào một thế giới giả lập máy tính thể hiện các kích thích nhận thức cho người dùng, người này có thể điều khiển các yếu tố của thế giới được mô hình hóa và do đó trải nghiệm một mức độ hiện diện. Những thế giới được mô hình hóa như vậy và các quy tắc của chúng có thể rút ra từ thế giới thực hoặc ảo. Ví dụ quy tắc là trọng lực, địa hình, đầu máy, hành động thời gian thực và giao tiếp. Giao tiếp giữa người dùng có thể bao gồm từ văn bản, biểu tượng đồ họa, cử chỉ trực quan, âm thanh và hiếm khi, các hình thức sử dụng cảm ứng, lệnh bằng giọng nói và cảm giác cân bằng.
Các trò chơi trực tuyến nhiều người chơi mô tả một loạt các thế giới, bao gồm cả những thế giới dựa trên khoa học viễn tưởng, thế giới thực, siêu anh hùng, thể thao, kinh dị và milieus lịch sử. Hình thức phổ biến nhất của những trò chơi như vậy là thế giới giả tưởng, trong khi những trò chơi dựa trên thế giới thực là tương đối hiếm.       Hầu hết các game MMORPG đều có hành động và giao tiếp thời gian thực. Người chơi tạo ra một nhân vật di chuyển giữa các tòa nhà, thị trấn và thế giới để thực hiện các hoạt động kinh doanh hoặc giải trí. Giao tiếp thường là văn bản, nhưng giao tiếp bằng giọng nói thời gian thực cũng có thể. Hình thức giao tiếp được sử dụng có thể ảnh hưởng đáng kể đến trải nghiệm của người chơi trong trò chơi.
Thế giới ảo không giới hạn trong các trò chơi, nhưng tùy thuộc vào mức độ trực tiếp được trình bày, có thể bao gồm hội nghị máy tính và phòng chat dựa trên văn bản. Đôi khi, biểu tượng cảm xúc hoặc 'mặt cười' có sẵn để thể hiện cảm giác hoặc biểu cảm trên khuôn mặt. Biểu tượng cảm xúc thường có một phím tắt. Edward Castronova là một nhà kinh tế đã lập luận rằng "thế giới tổng hợp" là một thuật ngữ tốt hơn cho các không gian mạng này, nhưng thuật ngữ này đã không được áp dụng rộng rãi. 